# Ruben Radica
Ruben Radica (19. Mai 1931 in Split – 28. Juli 2021 in Zagreb) war ein jugoslawischer bzw. kroatischer Komponist und Hochschullehrer.

## Leben und Werk
Bereits  Radicas Großvater, Josip Hatze (1879–1959), war Komponist. Der Enkel studierte an der Zagreber Musikakademie und erwarb dort zwei Diplome: 1957 absolvierte er die Dirigentenklasse von Slavko Zlatić, 1958 die Kompositionsklasse von Milko Kelemen. Weiters besuchte er Kurse und Fortbildungen in Siena, Paris und Darmstadt – er studierte dort bei Pierre Boulez, Vito Frazzi, René Leibowitz, György Ligeti, Olivier Messiaen und Henri Pousseur. Von 1959 bis 1963 unterrichtete er an der Musikakademie von Sarajevo, danach kehrte er nach Zagreb zurück und hielt Vorlesungen in Musiktheorie an der Musikakademie.
Er komponierte mehrere Ballett- und Tanzpartituren, großformatige Orchesterstücke, Kammermusik, Lieder und Chormusik sowie eine Oper, Prazor, ein Mysterium nach einem monumentalen Gedicht von Jure Kaštelan (1919–1990) aus dem Jahre 1991. Zeitlebens stand er stilistisch im Spannungsfeld zwischen Tradition und Moderne. Seine Frühphase lässt sich dem Neoklassizismus zuordnen, dann jedoch geriet er unter den Einfluss von René Leibowitz, einem radikal antiromantischen Zwölftöner in direkter Gefolgschaft von Arnold Schönberg, Alban Berg und Anton Webern. Die Lirske varijacije (Lyrischen Variationen) aus dem Jahr 1961 gelten als frühes Beispiel für diesen Aspekt von Radicas Schaffen. Es folgten Experimente mit allegorischen Techniken und schließlich der Kampf um das Wiederherstellen von Melodie und Harmonik. Ein Beispiel für diese Phase ist K a, eine Arbeit für zwei Instrumentalgruppen und Synthesizer aus dem Jahr 1977. In seiner Spätphase befasste sich der Komponist mit den Beziehungen zwischen Sprachmustern und Leitmotiven. Kenner erinnern Werke dieser Phase an Leoš Janáček oder den frühen Igor Strawinsky. Als letztes bedeutendes Werk gelten die Litaniae Sanctorum pro Papa Ioanne Paulo aus dem Jahr 2005, ein Stück geistlicher Instrumentalmusik, Johannes Paul II. gewidmet.

## Werke (Auswahl)
- 1959 Četiri dramatska epigrama für Klavierquintett
- 1960 Concerto abbreviato für Orchester
- 1961 Lirske varijacije für Streicher
- 1977 K a [Nach A] für zwei Instrumentalgruppen und Synthesizer
- 1999 Božanski otvori srca für Orchester und obligate Instrumente
- 2005 Litaniae Sanctorum pro Papa Ioanne Paulo für Kammerorchester